# Мюстик

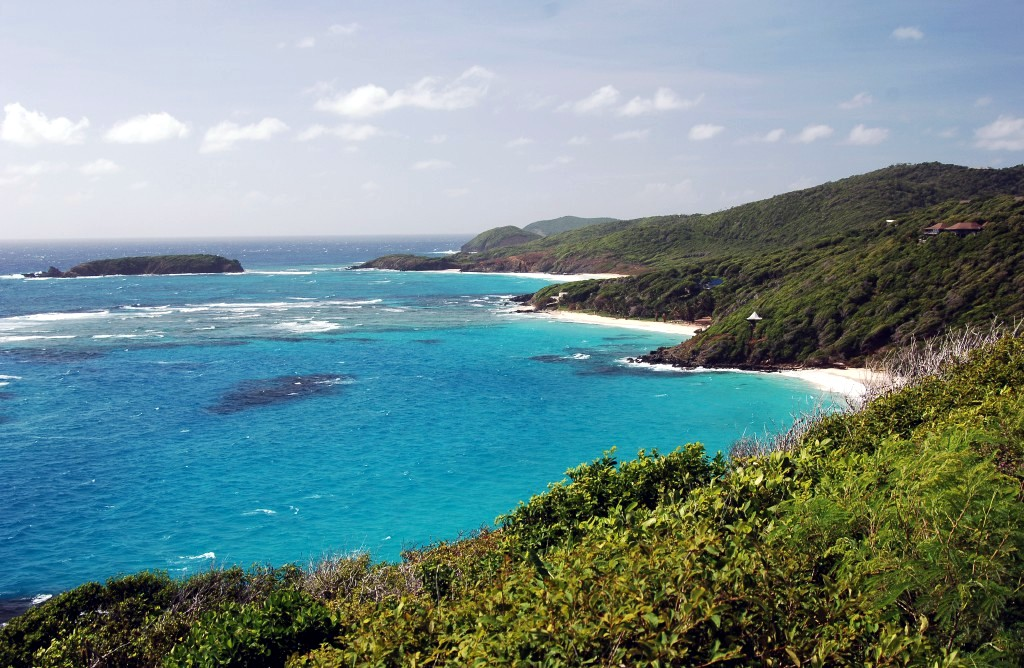
Побережье острова

Мюстик (англ. Mustique Island) — остров в составе архипелага Гренадины (Малые Антильские острова), расположенный в 11 км к юго-востоку от острова Бекия. Входит в состав Сент-Винсента и Гренадин. Остров является частным владением.

## Общие сведения
Остров имеет размеры — 5 км в длину и 2,5 км в ширину в самом широком месте (общая площадь 5,70 км²).
Образовался в результате вулканического извержения много миллионов лет назад вместе с чередой небольших скалистых островов на Карибском море.

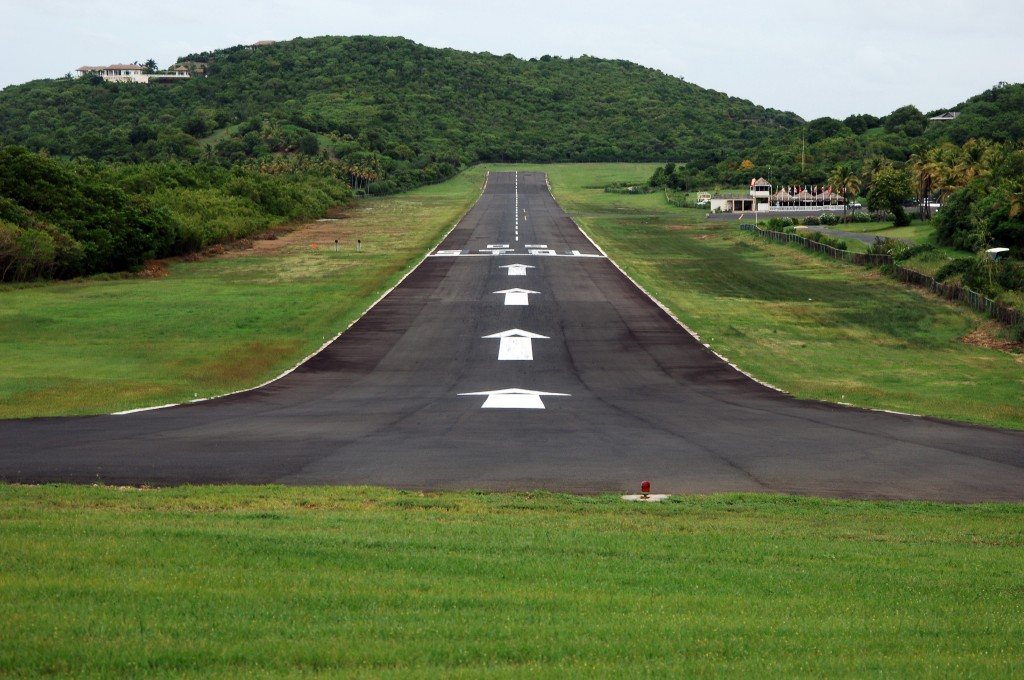
Международный аэропорт на острове

Ландшафт холмистый. Высшей отметкой над уровнем моря является холм с высотой 149 м. Среднесуточная температура на острове колеблется в пределах 25—30 °С тепла. Ураганы минуют архипелаг стороной из-за удачного расположения относительно обычных путей бурь и тайфунов. Остров активно засаживается кокосовыми пальмами и цитрусовыми садами. Фауна состоит из морских черепах, лягушек, крабов, ящериц-игуан, цапель и множества других разновидностей птицы.

## История
Островную гряду открыли испанцы в XV веке. Затем около 200 лет остров использовался пиратами. В результате борьбы между Англией и Францией за обладание грядой Гренадины, в 1838 году остров Мюстик окончательно вошел в состав Британской Империи на правах колонии.
В 1958 году остров за 45 тысяч фунтов стерлингов у семьи Хезелл покупает шотландский барон Колин Теннант, 3-й лорд Гленконнер. В это время Мюстик представлял собой довольно унылую картину— несколько полуразвалившихся строений, парочка поместий колонистов и остатки сахарных плантаций.
В 1969 году в результате распада колониальной системы остров стал неотъемлемой частью нового государства Сент-Винсент и Гренадин.

### Современная история
Современная история острова Мюстик начинается после того, как Теннант в 1968-м году договорился с правительством Сент-Винсента и Гренадин о том, что на нём сохранится в неприкосновенности природа, а строительство, во имя экологического совершенства, будет крайне ограниченным не более 114 домов. Теннант решил сделать из острова убежище от стрессов современного мира, где немногие избранные могут насладиться расслабленным, но в то же время по-английски элегантным образом жизни.
Для привлечения высокопоставленных клиентов, Теннант дарит принцессе Маргарет, сестре королевы Елизаветы II, в качестве свадебного подарка в день её свадьбы в 1960 году участок в 4 га.
На этом участке с помощью художника и дизайнера Оливера Мессела, она построила королевский домик-резиденцию Les Eaux Jolies со своим пляжем и садами, в миниатюре копирующими версальские. В 1998 году она подарила виллу своему сыну лорду Линли — в качестве свадебного подарка, а он вскоре её продал.
К концу 60-х годов стараниями Теннанта и его британских друзей были построены живописные дороги и маленький аэропорт. Но из-за финансовых проблем он вынужден был продать свой остров богачу из Венесуэлы. Новый хозяин остался верен концепции Теннанта и в середине 70-х годов превратил остров в образец бережного отношения к природе.
В 1989 году остров получил статус «общественного сообщества», оставаясь все же в руках одного владельца — компании «Мюстик». С 1989 года управление островом осуществляет компания «Мюстик», в состав которой входят владельцы недвижимости на острове, богатейшие люди из 17 стран, которым принадлежит около 100 частных вилл Мюстика. Одной из вилл острова владеет Мик Джаггер.
Совет, состоящий из владельцев вилл, не только отвечает за безопасность, экологию, но и за выдачу разрешений на въезд.

## Население
Имеется 3 населённых пункта — деревни Ловелл, Британия-Бей и Довер. Новые дома на острове строить нельзя. Как и было в своё время решено бароном Теннантом, их всего 114. В северо-восточной части расположен аэропорт.
Население около 800 человек, занято в туристической отрасли.

## Архитектура и инфраструктура
На острове построены самые разные виллы. У каждой своя архитектурная и дизайнерская тема. Есть виллы в виде: китайского павильона, итальянского палаццо, африканской хижины, в марокканском стиле, стиле модерн, настоящие французские замки.
Дома не могут возвышаться над кронами деревьев.
На острове отсутствует асфальт.
На острове все внешние признаки цивилизации (электропровода, трубы и т. д.) спрятаны в земле. При этом используются самые передовые технологии по сбору, очистке и фильтрации воды, а солнечные батареи — непременный атрибут всех островных сооружений.
На острове есть три ресторана, бар Basil’s Bar и несколько магазинов. В основном здесь предпочитают питаться местными фруктами и овощами, рыбой и многочисленными дарами моря. Продукты извне завозятся на остров по минимуму.
Существует семь пляжей, до которых можно добраться только пешком.

## Транспорт
Попасть на остров можно как на легкомоторном самолёте, который регулярно сюда летает с острова Барбадос. Полет длится 40 минут. Можно также морем. Есть регулярное сообщение с Сент-Винсентом.
Ездить по острову разрешается только на гольф-карах.

## Туризм
Остров специализируется на обслуживании туристов «высшего уровня» — богатейших людей планеты, членов королевских семей и т. п.

## Посещение острова
Теоретически каждый человек может сюда приехать. Почти все виллы сдаются. Большая часть знаменитостей сдаёт свои виллы в течение года, приезжая лишь на несколько недель. Отелей на острове два (один на пять номеров, другой — Cotton House на семнадцать).

### Правила пребывания
Запрещается появляться на пляже обнажённым. Нельзя ходить вне пляжа без соответствующих парео, накидок и маек, то есть в одних лишь и плавках и купальниках.
Обязательно соблюдение тишины.
Нарушители правил впредь на остров не допускаются.

### Безопасность
Мюстик — одно из самых безопасных мест в районе Карибского бассейна. За всю историю было лишь одно преступление. В 1998 году богатая наследница из Франции была заколота ножом на своей вилле.
Имеется полицейский участок недалеко от Basil’s Bar. Прибрежные воды и пляжи патрулируются британскими военными. Остальная охрана — это охрана привезённая хозяевами вилл и арендаторами.

## Известные люди, отдыхавшие на острове
На острове отдыхают члены королевской семьи Великобритании и многие английские «сливки общества». В том числе:
- Брайан Адамс
- Мик Джаггер — имеет виллу в собственности
- Робби Уильямс
- Дэвид Боуи
- Том Форд
- Кейт Мосс
- Билл Гейтс
- Томми Хилфигер
- Лиз Хёрли
- семейство Гиннесс
- Дженнифер Лопес
- Хью Грант
- Кейт Миддлтон и принц Уильям
- Пол Маккартни провел свой медовый месяц с Нэнси.
- Джиа Мария Каранджи
- Ноэл Галлахер